# Светско првенство у кајаку и кануу на мирним водама 1938 — К-1 600 метара за жене
Дисциплина кајак једносед К-1 на 600 метара  била је једна од две женске дисциплине у кајаку на 1. Светском првенствоу у кајаку и кануу на мирним водама 1938. одржаном у Ваксхолму (Шведска) 7. и 8. августа, у водама Балтичког мора, који окружују острво Ваксхолм, у Стокхолмском архипелагу.

## Земље учеснице
На такмичењу је учествовало 7 кајакашица из 5 земаља. 
1. Данска 2
2. Немачка 2
3. Чехословачка 1
4. Финска 1
5. Шведска 1

## Резултати

### Финале
| Пласман | Кајашашица         | Земља        | Резултат |
| ------- | ------------------ | ------------ | -------- |
|         | Магие Калка        | Финска       | 3:26,0   |
|         | Мај Брит Бергквист | Шведска      | 3:30,3   |
|         | Бодил Тристед      | Данска       | 3:32,2   |
| 4.      | Марија Зволанкова  | Чехословачка | 3:32,4   |
| 5.      | Јозефа Кестер      | Немачка      | 3:34,5   |
| 6.      | Рут Ланге          | Данска       | 3:36,6   |
| 7.      | Ерика Ригер        | Немачка      | 3:42,3   |